# Wembley Stadium (1923)
Wembley Stadium var et stadion beliggende der hvor Wembley Stadium ligger i dag. Stadionet blev bygget i 1922-23 og åbnede i 1923. I 2000 lukkede stadionet igen og i 2003 blev det revet ned. Det blev hovedsagligt brugt som fodboldstadion.
I 1996 husede det finalen ved Europamesterskabet i fodbold.
| Sport | Spire Denne artikel om sport er en spire som bør udbygges. Du er velkommen til at hjælpe Wikipedia ved at udvide den. |

51°33′21.07″N 0°16′46.54″V / 51.5558528°N 0.2795944°V